# Monacos Grand Prix 2017
Monacos Grand Prix 2017 (officielt navn: Formula 1 Grand Prix de Monaco 2017) var et Formel 1-løb som blev arrangeret 28. maj 2017 på Circuit de Monaco i Monte Carlo, Monaco. Det var det sjette løb i 2017-sæsonen og det 75. Monacos Grand Prix. Løbet blev vundet af Sebastian Vettel fra Ferrari. Andenpladsen gik til hans teamkollega Kimi Räikkönen, som startede fra pole position, mens Red Bulls Daniel Ricciardo tog tredjepladsen.

## Resultater

### Kvalifikation
| Pos.               | Nr. | Kører              | Konstruktør               | Del 1    | Del 2    | Del 3     | Grid |
| ------------------ | --- | ------------------ | ------------------------- | -------- | -------- | --------- | ---- |
| 1                  | 7   | Kimi Räikkönen     | Ferrari                   | 1.13,117 | 1.12,231 | 1.12,178  | 1    |
| 2                  | 5   | Sebastian Vettel   | Ferrari                   | 1.13,090 | 1.12,449 | 1.12,221  | 2    |
| 3                  | 77  | Valtteri Bottas    | Mercedes                  | 1.13,325 | 1.12,901 | 1.12,223  | 3    |
| 4                  | 33  | Max Verstappen     | Red Bull Racing-TAG Heuer | 1.13,078 | 1.12,697 | 1.12,496  | 4    |
| 5                  | 3   | Daniel Ricciardo   | Red Bull Racing-TAG Heuer | 1.13,219 | 1.13,011 | 1.12,998  | 5    |
| 6                  | 55  | Carlos Sainz, Jr.  | Toro Rosso-Renault        | 1.13,526 | 1.13,397 | 1.13,162  | 6    |
| 7                  | 11  | Sergio Pérez       | Force India-Mercedes      | 1.13,530 | 1.13,430 | 1.13,329  | 7    |
| 8                  | 8   | Romain Grosjean    | Haas-Ferrari              | 1.13,786 | 1.13,203 | 1.13,349  | 8    |
| 9                  | 22  | Jenson Button1     | McLaren-Honda             | 1.13,723 | 1.13,453 | 1.13,613  | PL1  |
| 10                 | 2   | Stoffel Vandoorne2 | McLaren-Honda             | 1.13,476 | 1.13,249 | ingen tid | 122  |
| 11                 | 26  | Daniil Kvjat       | Toro Rosso-Renault        | 1.13,899 | 1.13,516 |           | 9    |
| 12                 | 27  | Nico Hülkenberg    | Renault                   | 1.13,787 | 1.13,628 |           | 10   |
| 13                 | 20  | Kevin Magnussen    | Haas-Ferrari              | 1.13,531 | 1.13,959 |           | 11   |
| 14                 | 44  | Lewis Hamilton     | Mercedes                  | 1.13,640 | 1.14,106 |           | 13   |
| 15                 | 19  | Felipe Massa       | Williams-Mercedes         | 1.13,796 | 1.20,529 |           | 14   |
| 16                 | 31  | Esteban Ocon       | Force India-Mercedes      | 1.14,101 |          |           | 15   |
| 17                 | 30  | Jolyon Palmer      | Renault                   | 1.14,696 |          |           | 16   |
| 18                 | 18  | Lance Stroll       | Williams-Mercedes         | 1.14,893 |          |           | 17   |
| 19                 | 94  | Pascal Wehrlein    | Sauber-Ferrari            | 1.15,159 |          |           | 18   |
| 20                 | 9   | Marcus Ericsson    | Sauber-Ferrari            | 1.15,276 |          |           | 19   |
| 107%-tid: 1.18,193 |     |                    |                           |          |          |           |      |
| Kilde:             |     |                    |                           |          |          |           |      |

### Løbet
| Pos.   | Nr. | Kører             | Konstruktør               | Omgange | Tid/Udgået  | Startpos. | Point |
| ------ | --- | ----------------- | ------------------------- | ------- | ----------- | --------- | ----- |
| 1      | 5   | Sebastian Vettel  | Ferrari                   | 78      | 1.44.44,340 | 2         | 25    |
| 2      | 7   | Kimi Räikkönen    | Ferrari                   | 78      | +3,145      | 1         | 18    |
| 3      | 3   | Daniel Ricciardo  | Red Bull Racing-TAG Heuer | 78      | +3,745      | 5         | 15    |
| 4      | 77  | Valtteri Bottas   | Mercedes                  | 78      | +5,517      | 3         | 12    |
| 5      | 33  | Max Verstappen    | Red Bull Racing-TAG Heuer | 78      | +6,199      | 4         | 10    |
| 6      | 55  | Carlos Sainz, Jr. | Toro Rosso                | 78      | +12,038     | 6         | 8     |
| 7      | 44  | Lewis Hamilton    | Mercedes                  | 78      | +15,801     | 13        | 6     |
| 8      | 8   | Romain Grosjean   | Haas-Ferrari              | 78      | +18,150     | 8         | 4     |
| 9      | 19  | Felipe Massa      | Williams-Mercedes         | 78      | +19,445     | 14        | 2     |
| 10     | 20  | Kevin Magnussen   | Haas-Ferrari              | 78      | +21,443     | 11        | 1     |
| 11     | 30  | Jolyon Palmer     | Renault                   | 78      | +22,737     | 16        |       |
| 12     | 31  | Esteban Ocon      | Force India-Mercedes      | 78      | +23,725     | 15        |       |
| 13     | 11  | Sergio Pérez      | Force India-Mercedes      | 78      | +39,089     | 7         |       |
| 143    | 26  | Daniil Kvjat      | Toro Rosso                | 71      | Kollision   | 9         |       |
| 153    | 18  | Lance Stroll      | Williams-Mercedes         | 71      | Ulykke      | 17        |       |
| Ret    | 2   | Stoffel Vandoorne | McLaren-Honda             | 66      | Ulykke      | 12        |       |
| Ret    | 9   | Marcus Ericsson   | Sauber-Ferrari            | 63      | Ulykke      | 19        |       |
| Ret    | 22  | Jenson Button1    | McLaren-Honda             | 57      | Kollision   | PL1       |       |
| Ret    | 94  | Pascal Wehrlein   | Sauber-Ferrari            | 57      | Kollision   | 18        |       |
| Ret    | 27  | Nico Hülkenberg   | Renault                   | 15      | Gearkasse   | 10        |       |
| Kilde: |     |                   |                           |         |             |           |       |

Noter til tabellerne:
- 1:  - Jenson Button fik en gridstraf på femten placeringer for at have skiftet diverse motorelementer.[4] Han startede fra pit lane.[5]
- 2:  - Stoffel Vandoorne fik en gridstraf på tre placeringer for at have forårsaget en kollision med Felipe Massa i forrige løb.[4]
- 3:  - Udgik af løbet, men blev klassificeret eftersom han havde fuldført over 90% af løbsdistancen.

## Stillingen i mesterskaberne efter løbet
| Nr. | +/- | Kører              | Point |
| --- | --- | ------------------ | ----- |
| 1   |     | Sebastian Vettel   | 129   |
| 2   |     | Lewis Hamilton     | 104   |
| 3   |     | Valtteri Bottas    | 75    |
| 4   |     | Kimi Räikkönen     | 67    |
| 5   |     | Daniel Ricciardo   | 52    |
| 6   |     | Max Verstappen     | 45    |
| 7   |     | Sergio Pérez       | 34    |
| 8   | 2   | Carlos Sainz, Jr.  | 25    |
| 9   |     | Felipe Massa       | 20    |
| 10  | 2   | Esteban Ocon       | 19    |
| 11  |     | Nico Hülkenberg    | 14    |
| 12  |     | Romain Grosjean    | 9     |
| 13  | 1   | Kevin Magnussen    | 5     |
| 14  | 1   | Pascal Wehrlein    | 4     |
| 15  |     | Daniil Kvjat       | 4     |
| 16  | 4   | Jolyon Palmer      | 0     |
| 17  | 1   | Marcus Ericsson    | 0     |
| 18  | 1   | Lance Stroll       | 0     |
| 19  | 1   | Fernando Alonso    | 0     |
| 20  | 1   | Antonio Giovinazzi | 0     |
| 21  |     | Stoffel Vandoorne  | 0     |
| NC  | –   | Jenson Button      | 0     |

| Nr. | +/- | Konstruktør          | Point |
| --- | --- | -------------------- | ----- |
| 1   | 1   | Ferrari              | 196   |
| 2   | 1   | Mercedes             | 179   |
| 3   |     | Red Bull-TAG Heuer   | 97    |
| 4   |     | Force India-Mercedes | 53    |
| 5   |     | Toro Rosso-Ferrari   | 29    |
| 6   |     | Williams-Mercedes    | 20    |
| 7   |     | Renault              | 14    |
| 8   |     | Haas-Ferrari         | 14    |
| 9   |     | Sauber-Ferrari       | 4     |
| 10  |     | McLaren-Honda        | 0     |